# Iván Márquez (pallavolista)
Iván Ilitch Márquez Sánchez (Caracas, 4 ottobre 1981) è un pallavolista venezuelano.
Gioca nel ruolo di centrale e opposto nel Raision Loimu.

## Palmarès

### Nazionale (competizioni minori)
- Coppa America 2008
- Giochi centramericani e caraibici 2010
- Coppa panamericana 2015

### Premi individuali
- 2010 - Giochi centramericani e caraibici: Miglior muro
- 2015 - Qualificazioni sudamericane ai Giochi della XXXI Olimpiade: Miglior centrale